# Кучківка
Кучкі́вка — село в Україні, у Бужанській сільській громаді Звенигородського району Черкаської області. Підпорядковується Яблунівській сільській раді.

## Стислі відомості
Населення села становить 42 особи (2005; 69 в 2001).
Кучківка розташована на правому березі річки Гончариха, правої притоки Гнилого Тікича (басейн Південного Бугу). Проти села, на лівому березі розташоване селище Михайлівка Шубиноставської сільради.
До села підведений газопровід, що постачає селянам блакитне паливо. Працює фельдшерсько-акушерський пункт, сільська бібліотека.
Серед релігійних громад, тут поширені Євангельські християни-баптисти, які працюють і на Михайлівку теж.

## Населення
Згідно з переписом УРСР 1989 року чисельність наявного населення села становила 110 осіб, з яких 37 чоловіків та 73 жінки.
За переписом населення України 2001 року в селі мешкало 67 осіб.

### Мова
Розподіл населення за рідною мовою за даними перепису 2001 року:
| Мова       | Відсоток |
| ---------- | -------- |
| українська | 98,55 %  |
| інші       | 1,45 %   |